# VR Bank Dinklage-Steinfeld
Die VR Bank Dinklage-Steinfeld eG (Werbliche Eigenschreibweise: VR BANK Dinklage-Steinfeld eG) war eine Genossenschaftsbank mit Bankstellen in Dinklage und in Steinfeld im Bundesland Niedersachsen.  Im Jahr 2023 fusionierte die VR Bank Dinklage-Steinfeld eG mit der Volksbank Lohne-Mühlen eG zur Volksbank eG Lohne-Dinklage-Steinfeld-Mühlen.

## Organisationsstruktur
Die Bank war regional tätig. Rechtsgrundlagen waren das Genossenschaftsgesetz und die durch die Generalversammlung erlassene Satzung. Organe der Genossenschaftsbank sind der Vorstand, der Aufsichtsrat und die Generalversammlung. 
Die Marktbereiche waren eingeteilt in das Privatkunden- und das Firmenkundengeschäft inkl. Landwirtschaft. 2018 beschäftigte die VR Bank Dinklage-Steinfeld eG 76 Mitarbeiter (davon 7 Auszubildende).

## Geschäftsausrichtung
Die VR Bank Dinklage-Steinfeld eG betrieb das Universalbankgeschäft und arbeitet mit den Unternehmen der genossenschaftlichen Finanzgruppe zusammen.

## Unternehmen der genossenschaftlichen FinanzGruppe
- Bausparkasse Schwäbisch Hall
- DZ Hyp
- DZ-Bank
- Münchener Hypothekenbank
- EasyCredit
- R+V Versicherung
- Union Investment
- VR Smart Finanz

## Geschichte

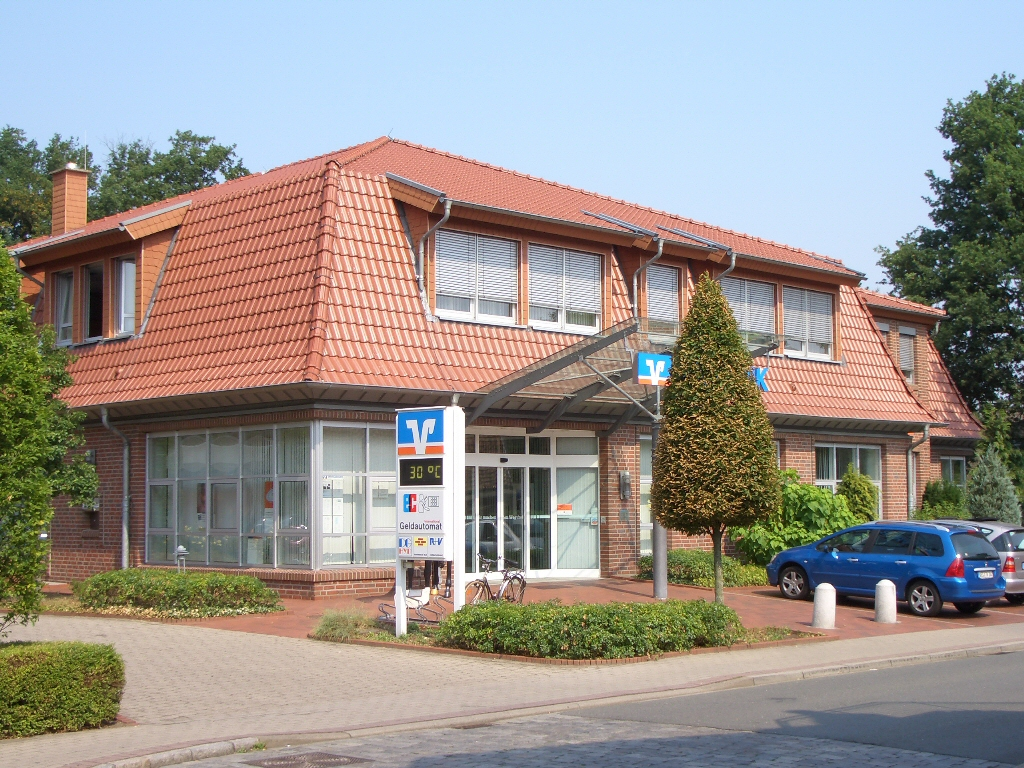
Bankstelle der VR Bank Dinklage-Steinfeld eG in Steinfeld

Die ehemalige VR Bank Dinklage-Steinfeld eG war ein Zusammenschluss der Spar- und Darlehnskasse eG Dinklage und der Volksbank Steinfeld eG.
Von 2002 bis zu seiner Fusion mit der Volksbank Lohne-Mühlen eG führte das Institut die Bezeichnung VR Bank Dinklage-Steinfeld eG.